# 平賀源内

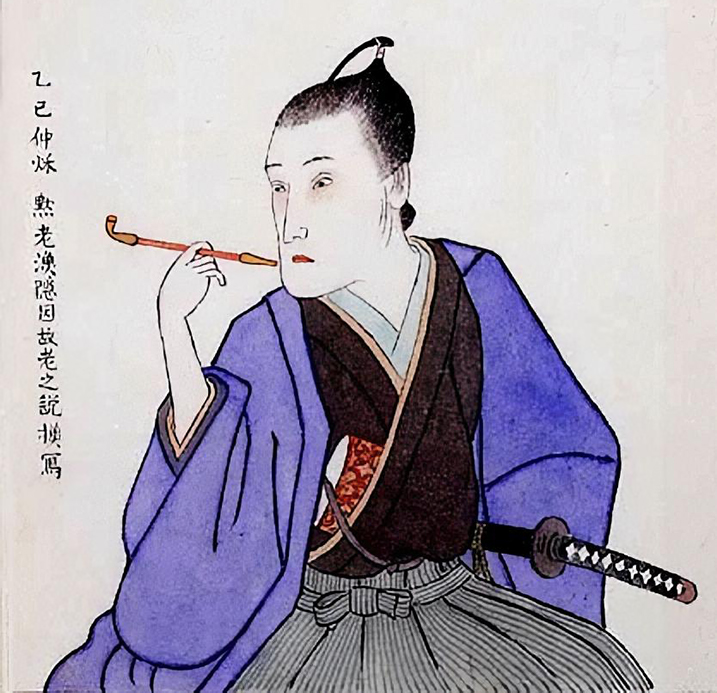
「平賀鳩渓肖像」。木村黙老著『戯作者考補遺』の写本（明治時代に書写）より

平賀 源内（ひらが げんない、享保13年（1728年） - 安永8年12月18日（1780年1月24日））は、江戸時代中頃の人物。本草学者、地質学者、蘭学者、医者、殖産事業家、戯作者、浄瑠璃作者、俳人、蘭画家、発明家。
鳩渓（きゅうけい）、風来山人（ふうらいさんじん）など数多くの号（ペンネーム）を使い分けた。

## 来歴
讃岐国寒川郡志度浦（現在の香川県さぬき市志度）の白石家の三男として生まれる。父は白石茂左衛門（良房）、母は山下氏。兄弟が多数いる。白石家は讃岐高松藩の蔵番という足軽相当（もしくはそれ以下）の身分の家で、源内自身は信濃国佐久郡の信濃源氏大井氏流平賀氏の末裔と称したが、『甲陽軍鑑』によれば戦国時代の天文5年（1536年）11月に平賀玄信の代に甲斐の武田信虎による侵攻を受け、佐久郡海ノ口城において滅ぼされた。後に平賀氏は奥州の白石に移り伊達氏に仕え白石姓に改め、さらに伊予宇和島藩に従い四国へ下り、讃岐で帰農した伝承がある。源内の代で姓を白石から平賀に復姓したと伝わる。
幼少の頃には掛け軸に細工をして「お神酒天神」を作成したとされ、その評判が元で13歳から藩医の元で本草学を学び、儒学を学ぶ。また、俳諧グループに属して俳諧なども行う。寛延2年（1749年）に父の死により後役として藩の蔵番となる。宝暦2年（1752年）頃に1年間長崎へ遊学する。高松藩の『聞くままの記』には、源内が低い身分であり、藩士から軽んじられていたと記されている。身分が低く蔵番という仕事もある源内がなぜ1年も長崎遊学できたのかについては謎とされ、本草学・物産学を好む高松藩主松平頼恭の「内命」があったとする説や、高松の医師で本草愛好家の久保桑閑がパトロンだったなどの説がある。源内は家督相続前後に藩の薬園に御薬坊主の下役として登用されたとの説もあり、これは藩主頼恭の意向との話もある。源内が長崎で何をしたのかは史料不足で不明だが、本草学とオランダ語、医学、油絵などを学んだと推測される。留学を終えて長崎から帰った後、宝暦4年（1754年）7月に「近年病身」を理由にして藩に蔵番退役願を提出し、妹に婿養子を迎えさせて家督を妹婿に譲っている。宝暦5年（1755年）には量程器（歩いた距離を測る器具）や磁針器（方角を測る器具。オランダ人製作の同器具を模倣したもの）を製作している。
大坂、京都で学び、さらに宝暦6年（1756年）には江戸に下って本草学者田村元雄（藍水）に弟子入りして本草学を学び、漢学を習得するために林家にも入門して聖堂に寄宿する。林家の塾に学んだのは儒学（漢学）を学ぶことを本旨としたのではなく、漢文で書かれた本草学に関連する古典を読解するためだった。源内の「漢文力」はさほど無かったとする見解もあり、「学術は無き人也」（江戸中期の儒学者柴野栗山）との源内評も存在する。2回目の長崎遊学では鉱山の採掘や精錬の技術を学ぶ。
宝暦7年（1757年）、日本最初の物産会（薬種・物産を展示する会）を発案。その後も江戸で何度も物産会を開催し、新進の本草学者として名が知られるようになると、宝暦9年（1759年）に高松藩は医術修業という名目で三人扶持を源内に与え、召し抱えてしまう。源内はこれを仕官とは考えていなかったが、藩は源内を家臣として扱っている。宝暦11年（1761年）に江戸に戻るため再び辞職する。このとき「仕官お構い」（奉公構）となり、以後、幕臣への登用を含め他家への仕官が不可能となる。一説には源内は大藩か幕府に仕官したいとの野心を抱いていたとされるが、それも不可能となった。
宝暦11年（1761年）には伊豆で芒硝（硫酸ナトリウム）を発見し、産物のブローカーなども行う。物産会をたびたび開催し、この頃には幕府老中の田沼意次にも知られるようになる。宝暦12年（1762年）には物産会として第5回となる「東都薬品会」を江戸の湯島にて開催する。江戸においては知名度も上がり、杉田玄白や中川淳庵らと交友する。宝暦13年（1763年）には『物類品隲』（ぶつるいひんしつ）を刊行。この書籍には、黒砂糖を白砂糖に精製する方法が記されている。オランダ博物学に関心をもち、洋書の入手に専念するが、源内は語学の知識がなく、オランダ通詞に読み分けさせて読解に務める。文芸活動も行い、談義本の類を執筆する。
明和年間には産業起業的な活動も行った。明和3年（1766年）から武蔵川越藩の秋元凉朝の依頼で奥秩父の川越藩秩父大滝（現在の秩父市大滝）の中津川で鉱山開発を行い、石綿などを発見した（現在のニッチツ秩父鉱山）。秩父における炭焼、荒川通船工事の指導なども行う。現在でも奥秩父の中津峡付近には、源内が設計し長く逗留した建物が「源内居」として残っている。安永元年（1772年）に江戸に戻ると秩父の中津川村での鉄山開発計画を本格化させた。安永2年（1773年）春には鉄山の普請工事や「吹所」（精錬所）の建設が開始された。この鉄山では砂鉄の採取を行い、たたら製鉄を用いて鉄や鋼を生産しようとした。
同年には出羽秋田藩主の佐竹義敦に招かれて鉱山開発の指導を行うため阿仁鉱山を訪れ、その途中に立ち寄った角館で、秋田藩士小田野直武に蘭画の技法を伝えるとともに、角館の次に立ち寄った上桧木内（秋田県仙北市西木町）では、子供たちに熱気球の原理を応用した遊びを教えたとされており、これが伝統行事上桧木内の紙風船上げの起源と言われている。
しかし秩父鉄山は早期から問題を抱えており、最大の課題は精錬技術の未熟さだった。源内は精錬を何度も試みたが、「吹方熟し申さず」と自ら認めているように、良質な鉄や鋼の生産には至らなかった。幕府への運上金や地元住民への報酬の負担も大きく、安永3年（1774年）にはついに事業が行き詰まり、鉄山は休山となる。中津川村の幸島家が残した『鉱山記録』には、「目論見人平賀源内大しくじり、これあるゆえなり」と記されている。この頃にはオランダ博物学の研究も行き詰まり、所蔵の蘭書を翻訳するという計画も立ち消えになっている。

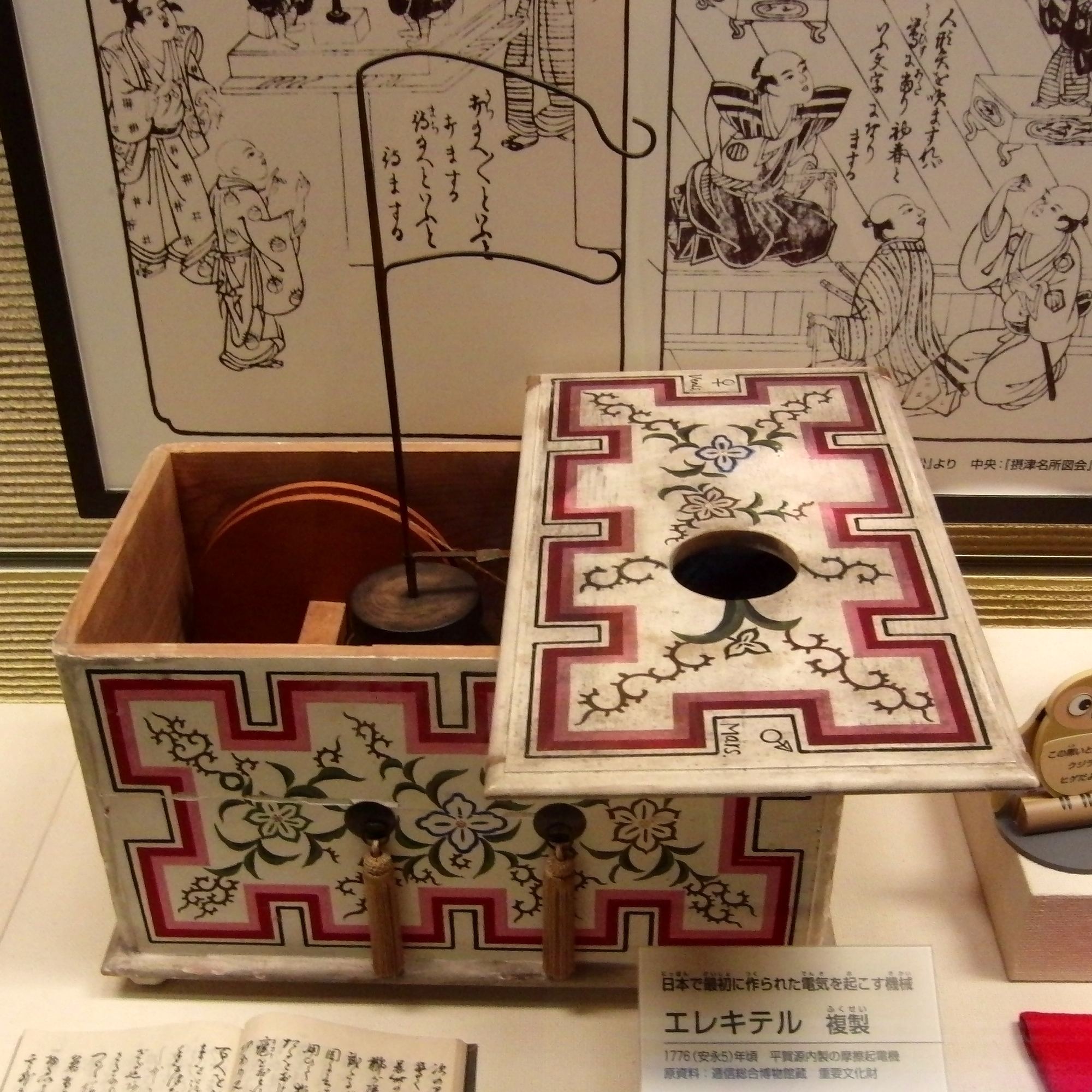
平賀源内作のエレキテル（複製）国立科学博物館の展示

同年には、蔦屋重三郎が改めた吉原細見『細見嗚呼御江戸（さいけんああおえど）』の序文を福内鬼外（ふくちきがい）名義で執筆。安永5年（1776年）には長崎で手に入れたエレキテル（静電気発生機）を修理して復元する。話題となったエレキテルを高級見せ物にすることにより謝礼を貰い生活費とし、余興まで加えて見物客の誘致に努めた。戯作・浄瑠璃まで書き散らした文芸活動も生活費を稼ぐためだった。だが「憤激と自棄」（門人の狂歌師平秩東作の評）のつのる中で多くの戯文を弄すなど生活は荒れた。経済状況も悪化し、安永7年（1778年）には「功ならず名斗（ばかり）遂（とげ）て年暮ぬ」という一句を詠んでいる。
安永8年（1779年）夏には橋本町の邸へ移る。斎藤月岑の『平賀実記』によると、11月20日夜、神田の源内宅に門人の久五郎と友人の丈右衛門が止宿していたが、明け方に彼らは「口論」となり源内は抜刀。両人に手傷を負わせ、久五郎は傷がもとで死去したとされる。一方、木村黙老の『聞まゝの記』によると、大名屋敷の修理を請け負った際に酔っていたために修理計画書を盗まれたと勘違いして町人を殺傷したとされる。
源内はこの事件が起こる前から、よく癇癪を起こしていたとされる。翌11月21日に投獄され、12月18日に破傷風により獄死した。享年52。
獄死した遺体を引き取ったのは平秩東作とされている。杉田玄白らの手により葬儀が行われたが、獄死人であったため幕府の許可が下りず、墓碑もなく遺体もないままの葬儀となった。しかし、それは「世間体をつくろった言」であって実際には源内の遺体は引き渡されたようだ。
晩年については諸説あり、後年に逃げ延びて書類としては死亡したままで田沼意次の領地遠州相良ないしは故郷高松藩（旧主である高松松平家）の庇護下に置かれて天寿を全うしたとも伝えられるが、根拠のない俗説とされる。
大正13年（1924年）、従五位を追贈された。

## 名前
源内は通称。高松藩に再登用された翌年に綴りを元内に変えた。これは国主（藩主）の姓「源」の字を避けるためで、辞職後は再び「源内」を称した。諱は国倫（くにとも）。1934年（昭和9年）製作の「平賀源内略系図」に国棟（くにむね）という別名もあるが、同じ原資料に取材した1986年（昭和61年）製作の略系図にはない。字（あざな）は士彝（しい）。ただし『戯作者考補遺』（1845年成立）掲載の「処士鳩渓墓碑銘」では子彝。同碑銘は1930年（昭和5年）建立の平賀源内墓地修築之碑の裏面に彫られたが、字は「士彝」に書き換えられた。
源内は数多くの号を使い分けた。雅号の鳩渓（きゅうけい）は志度村にあった地名「ハトダニ」から取ったとも言われる。戯作者としては風来山人（ふうらいさんじん）、悟道軒、天竺浪人（てんじくろうにん）の筆名を用いた。なお、一字違いの天竺老人は門人の桂川中良の筆名である。浄瑠璃作者としては福内鬼外（ふくうちきがい、ふくちきがい）、俳号は李山（りざん）。
源内の著作の中に、自身をモデルとした貧家銭内（ひんかぜにない）という登場人物がある。

## 人物と業績
- 天才、または異才の人と称される。鎖国を行っていた当時の日本で、蘭学者として油絵や鉱山開発など外国の文化・技術を紹介した。文学者としても戯作の開祖とされ、人形浄瑠璃などに多くの作品を残した。また源内焼などの焼き物を作成したりするなど、多彩な分野で活躍した。
- 男色家であったため、生涯にわたって妻帯せず、歌舞伎役者らを贔屓にして愛したという。わけても、二代目瀬川菊之丞（瀬川路考）との仲は有名である。晩年の殺傷事件も男色に関するものが起因していたともされる。
- 『解体新書』を翻訳した杉田玄白をはじめ、当時の蘭学者の間に源内の盛名は広く知られていた。玄白の回想録である『蘭学事始』は、源内との対話に一章を割いている。生まれつき物事の理解が早く、才能があり、時代の寵児であったと評している。源内の墓碑銘（ § 処士鳩渓墓碑銘）を記したのも玄白である[31]。
- 発明家としての業績には、オランダ製の静電気発生装置エレキテルの紹介[32]、火浣布の開発[33]がある。気球や電気の研究なども実用化寸前までこぎ着けていたといわれる。ただし、結局これらは実用的研究には一切結びついておらず、後世の評価を二分する一因となっている。なお、一説には竹とんぼの発明者ともいわれ、これを史上初のプロペラとする人もいるが、実際には竹とんぼはそれ以前から存在する（該項目参照）。
- エレキテルの修復にあっては、その原理について源内自身はよく知らなかったにもかかわらず、修復に成功したという[34]。
- 明和2年（1765年）に温度計「日本創製寒熱昇降器」を製作[35]。現存しないが源内の参照したオランダの書物及びその原典のフランスの書物の記述からアルコール温度計だったとみられる[35]。この温度計には、極寒、寒、冷、平、暖、暑、極暑の文字列のほか数字列も記されており華氏を採用していた[35]。
- 土用の丑の日にウナギを食べる風習は、源内が発祥との説がある[36]。この通説は土用の丑の日の由来としても平賀源内の業績としても最も知られたもののひとつだが、両者を結び付ける明確な根拠となる一次資料や著作は存在しない。また明和6年（1769年）にはCMソングとされる歯磨き粉『漱石膏』の作詞作曲を手がけ、安永4年（1775年）には音羽屋多吉の清水餅の広告コピーを手がけてそれぞれ報酬を受けており、これらをもって日本におけるコピーライターのはしりとも評される。
- 浄瑠璃作者としては福内鬼外の筆名で執筆[26]。時代物を多く手がけ、作品の多くは五段形式や多段形式で、世話物の要素が加わっていると評価される。狂歌で知られる大田南畝の狂詩狂文集『寝惚先生文集』に序文を寄せている。強精薬の材料にする淫水調達のため若侍100人と御殿女中100人がいっせいに交わる話『長枕褥合戦』（ながまくら しとねかっせん）のような奇抜な好色本も書いている[37]。衆道関連の著作として、水虎山人名義により 明和元年（1764年）に『菊の園』、安永4年（1775年）に陰間茶屋案内書の『男色細見』を著わした。
- 鈴木春信と共に絵暦交換会を催し、浮世絵の隆盛に一役買った。
- 博覧会の先駆である薬品会の開催を提案し、江戸湯島で日本初の博覧会「東都薬品会」が開催された。身分にかかわらず参加できる形とし、学者や医者のみならず商人・農民も集まった。
- 文章の「起承転結」を説明する際によく使われる「京都三条糸屋の娘　姉は十八妹は十五　諸国大名弓矢で殺す　糸屋の娘は目で殺す 」の作者との説がある。
- 金唐革がブームとなり、それによる日本の金銀銅の流失を懸念して、和紙の模造品である金唐革紙（擬革紙）を発明する[38]。

## 作品

### 本草学及び工芸

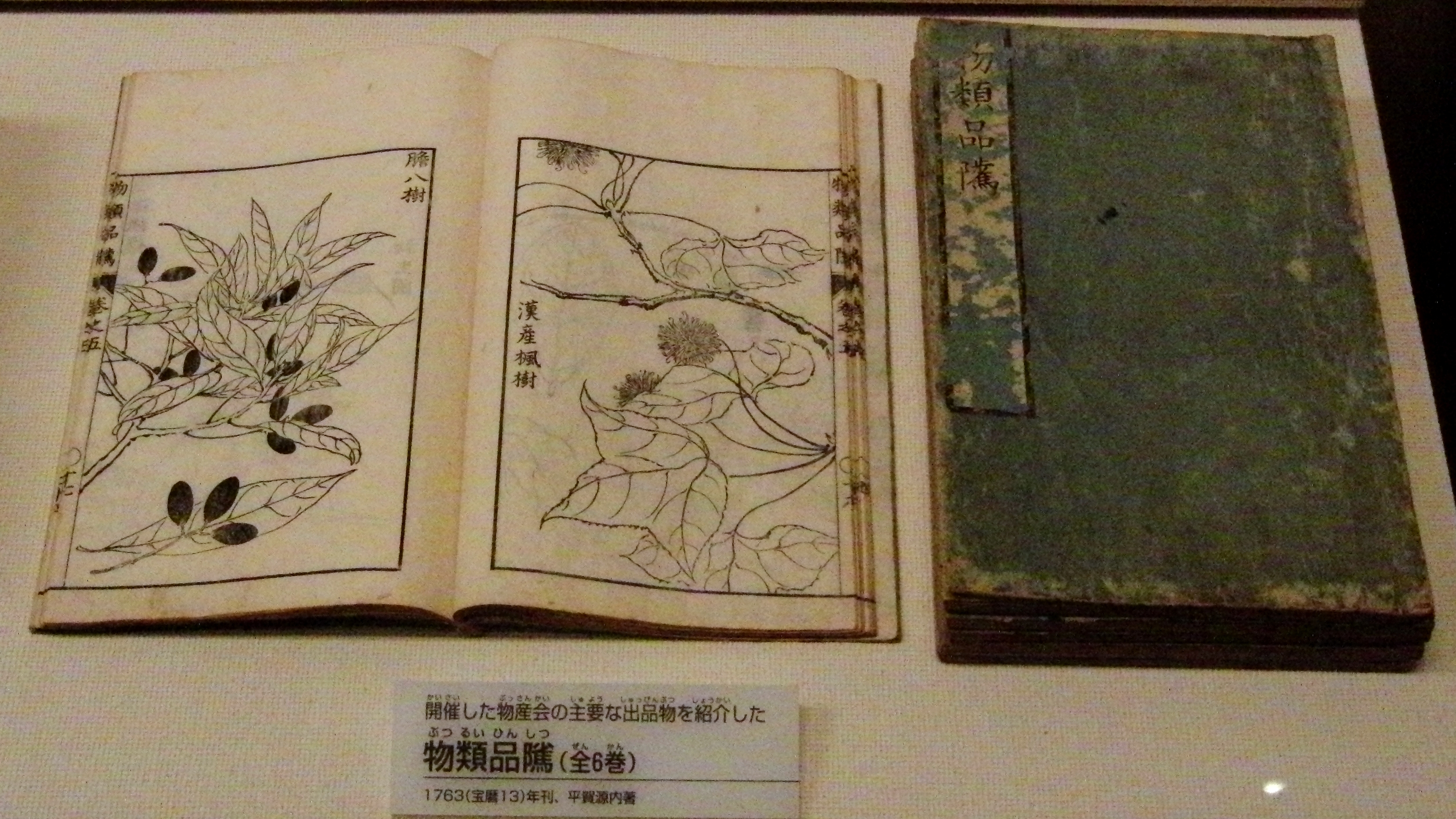
『物類品隲』国立科学博物館の展示

- 『物類品隲』 - 全六巻。宝暦13年7月刊行。
- 『番椒譜』 - 稿本。年代不明。
- 『火浣布略説』

### 戯作
- 『根南志具佐』（ねなしぐさ） - 宝暦13年10月刊行。滑稽本。歌舞伎の人気女形が舟遊び中に溺死した事件に題材をとり、男色をからめた物語。
- 『根無草後編』 - 明和6年（1769年）正月刊行。
- 『風流志道軒伝』 - 宝暦13年11月刊行。滑稽本。講釈師の深井志道軒を主人公としたもの。
- 『風来六部集』『風来六部集後編』 - 狂文集。「放屁論」「痿陰隠逸伝」（なえまら いんいつでん）等を収める。

### 義太夫浄瑠璃
- 『神霊矢口渡』 - 明和7年正月、江戸外記座初演。
- 『源氏大草紙』 - 明和7年8月、江戸肥前座初演。
- 『弓勢智勇湊』 - 明和8年正月、江戸肥前座初演。吉田仲治補助。
- 『嫩榕葉相生源氏』 - 安永2年（1773年）4月、江戸肥前座初演。
- 『前太平記古跡鑑』 - 安永3年正月、江戸結城座初演。
- 『忠臣伊呂波実記』 - 安永4年7月、江戸肥前座初演。
- 『荒御霊新田新徳』 - 安永8年2月、江戸結城座初演。森羅万象、浪花の二一天作を補助とす。
- 『霊験宮戸川』 - 安永9年3月、江戸肥前座初演。源内没後の上演。
- 『実生源氏金王桜』 - 未完作。寛政11年（1799年）正月、江戸肥前座で上演。

### 絵画
- 「黒奴を伴う赤服蘭人図」
- 「西洋婦人図」（神戸市立博物館）

## 風貌と肖像画
源内は肥満で暑がりだと自称していた。

### 18世紀の源内著書の挿絵
源内著書の刊行物中に、源内かもしれないと言われている挿絵がある。『天狗髑髏鑑定縁起』挿絵、『里のをだまき評』自序、『里のをだまき評』挿絵が挙げられている。

### 『魚籃先生春遊記』
『魚籃先生春遊記』（天明元年（1781年）刊行）の「春遊記筆削図」に描かれているのは、本書を読んだ大田南畝、烏亭焉馬、平賀源内らではないかとの推測がある。他方これを否定し、この図に描かれているのは本書の著者らだとする説もある。

### 『先哲像伝』

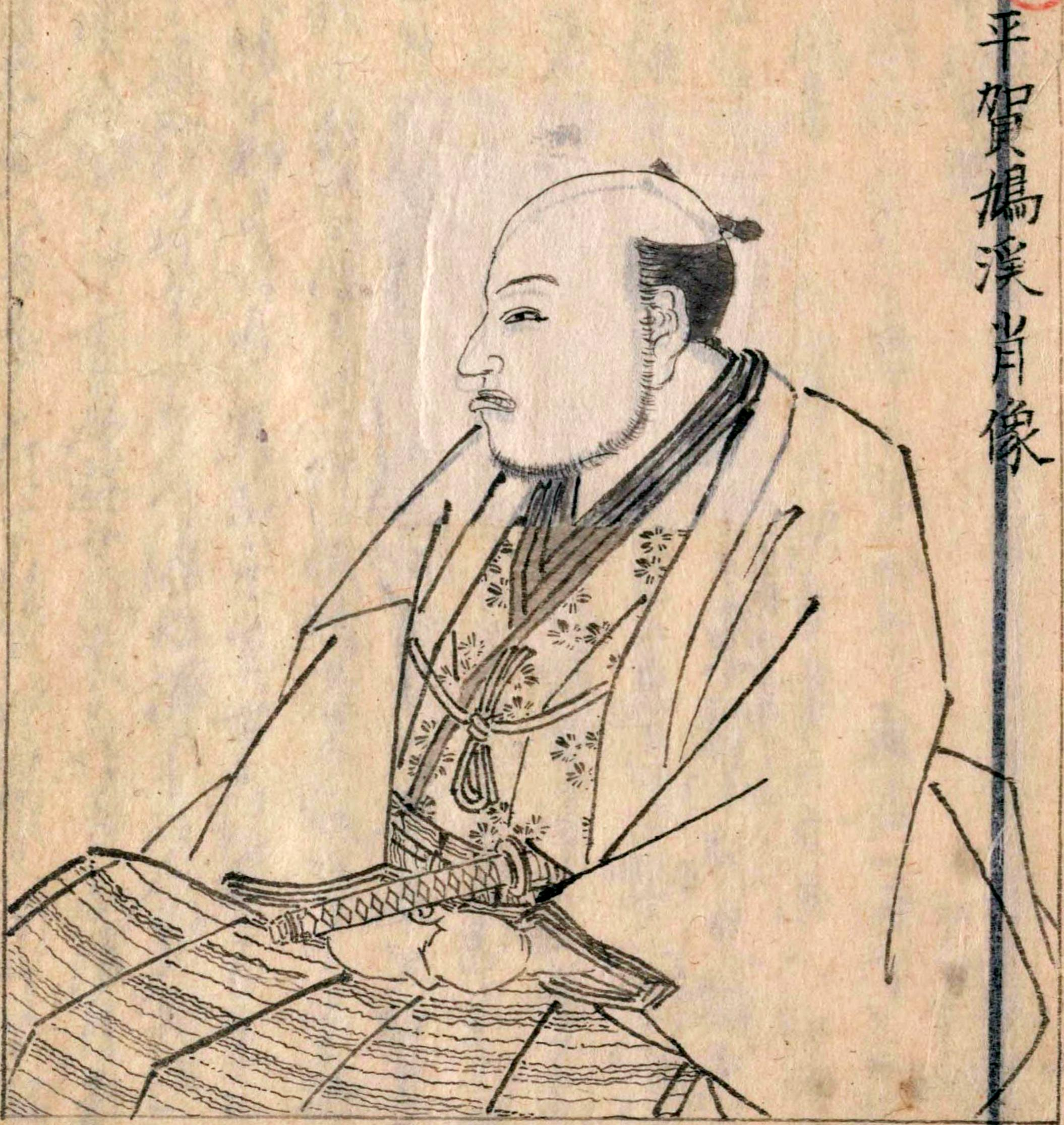
『先哲像伝 詞林部伝』内「平賀鳩渓肖像」

『先哲像伝 詞林部伝』の原稿（弘化元年（1844年）序。文:原得斎（生1800年-没1870年））中の「平賀鳩渓肖像」は、桂川月池老人作と言われる絵にもとづく。「月池」という号は桂川甫周とその弟森島中良の両人が使っており、ここではどちらなのか諸説ある。二人とも平賀源内と面識があったため、この絵は源内の姿を伝えているという説がある。

### 『戯作者考補遺』
『戯作者考補遺』は弘化2年（1845年）木村黙老（生1774年-没1856年）著。著者自筆の「平賀鳩渓肖像」は、源内を知る古老の話をもとに、源内の死後60年以上経ってから描かれた。なお、著者の祖父も源内と直接交流があった。
この像は痩せており、源内は肥満だったという説とは食い違う。また、煙管を持った姿が『魚籃先生春遊記』（1781年刊行）の挿絵中の人物と似ているとの指摘がある。
写本のみにより伝えられてきた本書は、1935年（昭和10年）に自筆原本（鈴木幾次郎蔵）の複写本が出版された。その後、原本は第二次世界大戦時に失われたと考えられている。2021年現在現存する古い写本としては明治時代書写の慶應義塾大学蔵本がある。
『平賀源内全集上巻』（1932年刊）掲載および平賀源内先生顕彰会所蔵の肖像は、自筆原本と絵具の剥がれ具合まで酷似するが別バージョンである。
さぬき市の「平賀源内先生銅像」は、彫刻家小倉右一郎が『戯作者考補遺』の肖像および秩父に伝わる伝承にもとづいて製作した。

## 墓所
戒名は智見霊雄。墓所は東京の浅草橋場（現東京都台東区橋場2-22-2）にあった総泉寺に設けられ、総泉寺が板橋に移転した後も墓所はそのまま橋場の旧地に残されている。また故郷のさぬき市志度の自性院（平賀氏菩提寺）にも墓がある。

### 東京の旧総泉寺墓地

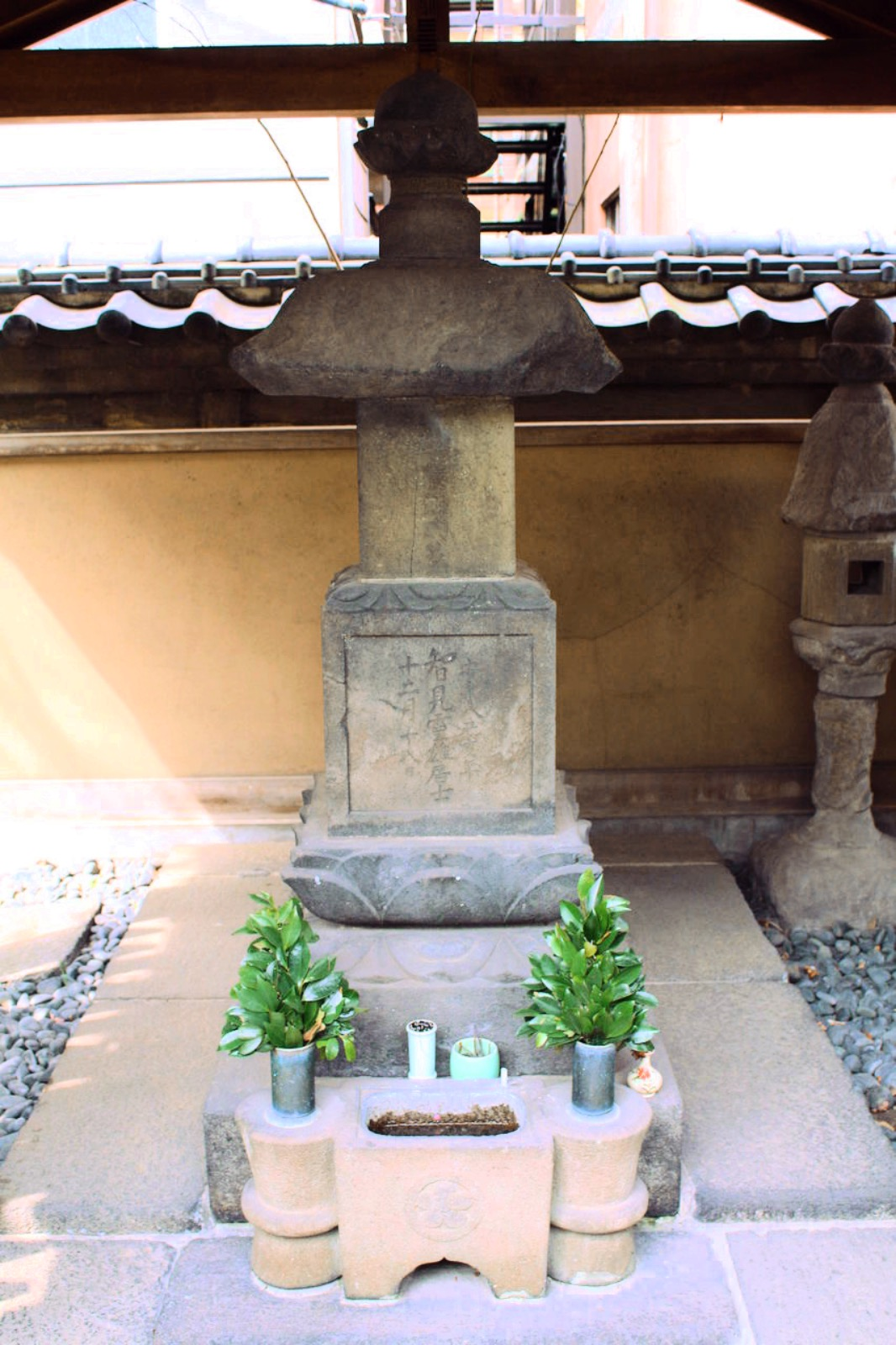
平賀源内墓。東京、旧総泉寺。

総泉寺に設けられた墓は友人の杉田玄白が私財を投じて建てた。墓の背後には源内に仕えた従僕である福助の墓がある。
墓石には改変された形跡がある。19世紀前半までに成立した『鳩渓遺事』によれば、「平賀源内墓」「智見霊雄居士」「安永八己亥十二月十八日」と書かれていた。いっぽう、19世紀前半成立の『埋木花』によれば、彫られているのは戒名だけで没年月日などは無く、「平賀源内墓」の字が、彫ったのではなく墨で書かれていた。1891年（明治24年）時点では「平賀源内墓」「安永八己亥年」「十二月十八日」の字も彫り込まれていた。墓石の面が不自然に削られているとの指摘もある。
総泉寺の平賀源内墓は1924年（大正13年）に東京府の史跡に仮指定された。ところが1928年（昭和3年）に、総泉寺を移転して史跡指定も解除する計画が判明した。これを憂慮した有志の運動により平賀源内墓だけは橋場の旧地に残り、1929年（昭和4年）に改めて東京府の史跡に仮指定された。同時期に松平頼寿を会長とする平賀源内先生顕彰会が発足し、敷地の整備・墓の脇に記念碑「平賀源内墓地修築之碑」建碑・塀建設を手がけて1931年（昭和6年）に完成した。1943年（昭和18年）に国の史跡に指定された。

### さぬき市志度の自性院

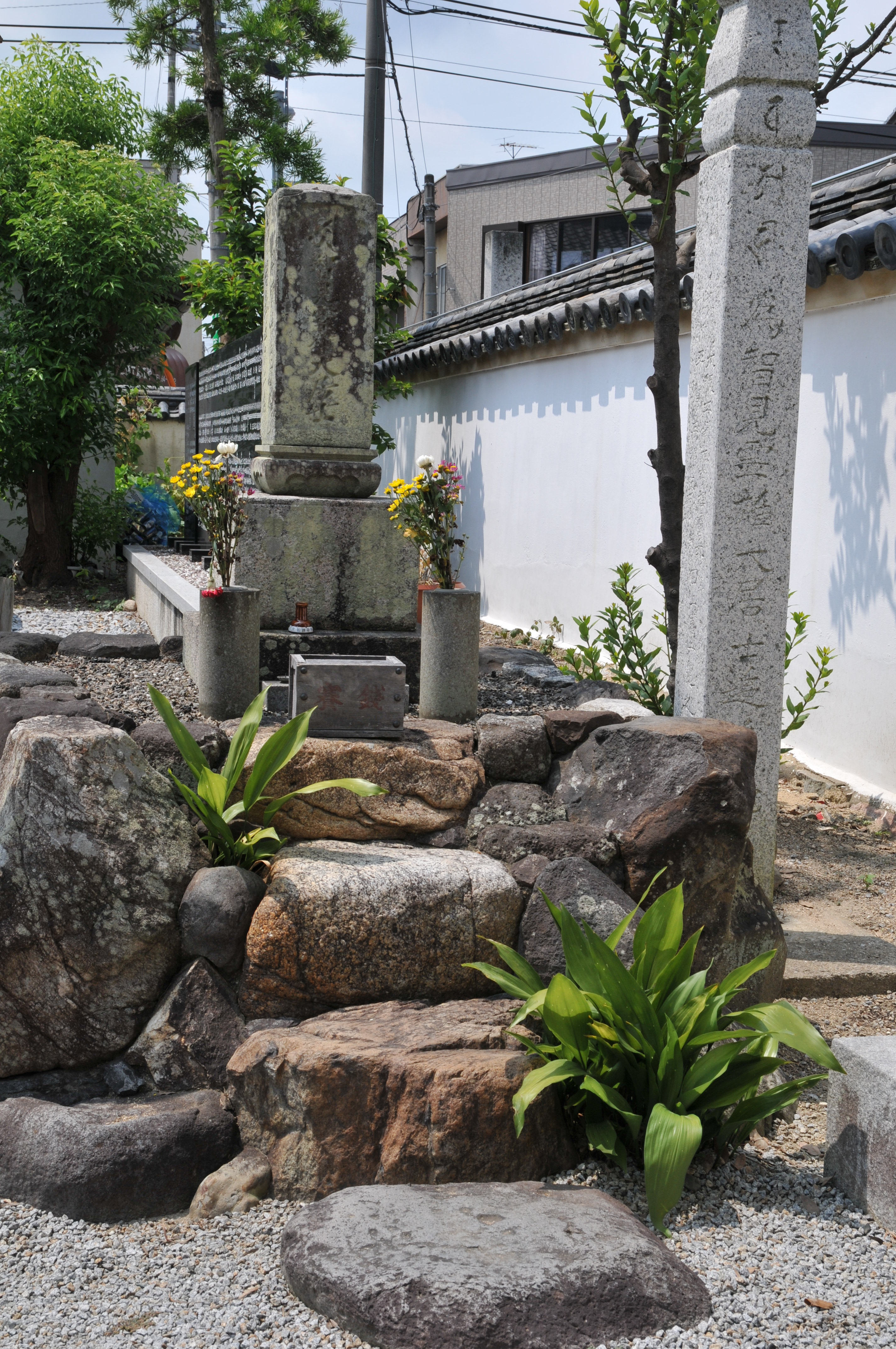
平賀源内墓、さぬき市志度の自性院。

故郷のさぬき市志度の自性院（平賀氏菩提寺）にも源内の義弟（末妹の婿）として平賀家を継承した平賀権太夫が、義兄である源内を一族や故郷の旧知の人々の手で弔うために建てたと伝えられる墓がある。毎年12月には、法要がとり行われる。

### 杉田玄白による墓碑銘
杉田玄白は、総泉寺の墓とは別に武蔵国金沢（後の神奈川県横浜市金沢区）の能見堂に碑を建てる構想を持っていた。しかし実現したかどうか不明である。
また玄白は源内を讃える300字程度の「処士鳩渓墓碑銘」も著した。その文面は写本『戯作者考補遺』（1845年著）により後世に伝えられた。

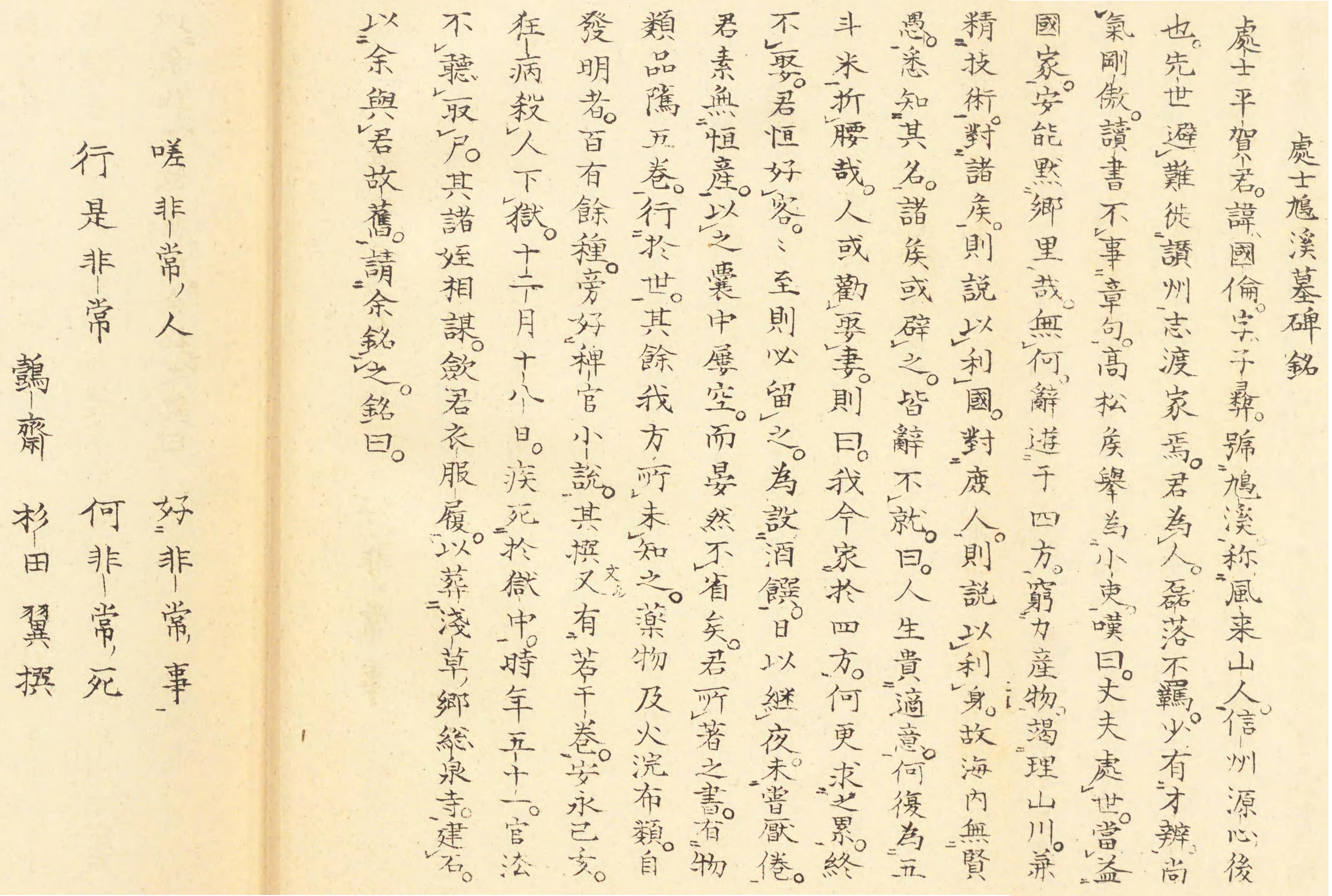
「処士鳩渓墓碑銘」。『戯作者考補遺』より

「碑銘」とはこの長文全体を指すこともあるが、文中では「銘」は末尾の16文字から成る詩の部分を指している。
非常人云々は、前漢の司馬遷『史記』「列伝」司馬相如列伝からの派生である。
この碑銘を刻んだ碑が実際に作られたか否かについては諸説ある。関根黙庵・水谷不倒・大槻如電らの説では、一旦は墓に処士鳩渓墓碑銘が彫られたが、罪人の墓を建てることを禁じられたため墓を壊したか削ったのだという。これに対して磯ケ谷紫江の説では、処士鳩渓墓碑銘は原稿だけで、実際に彫られたことはなかったという。城福勇は、この碑銘は總泉寺の小さな墓石ではなくて能見堂の碑を想定したものではないかと推測した。
印刷物としては、1880年（昭和55年）に平賀源内没後100年祭の案内状に掲載され、以後さまざまな伝記で紹介されたが文面に食い違いがある。
1930年（昭和5年）に旧総泉寺の平賀源内墓の脇に平賀源内墓地修築之碑が建てられ、その裏面に処士鳩渓墓碑銘の全文が刻まれた。さぬき市の「平賀源内先生銅像」の台座にも「嗟非常人…」の16字詩が刻まれている。

## 関連施設・行事等

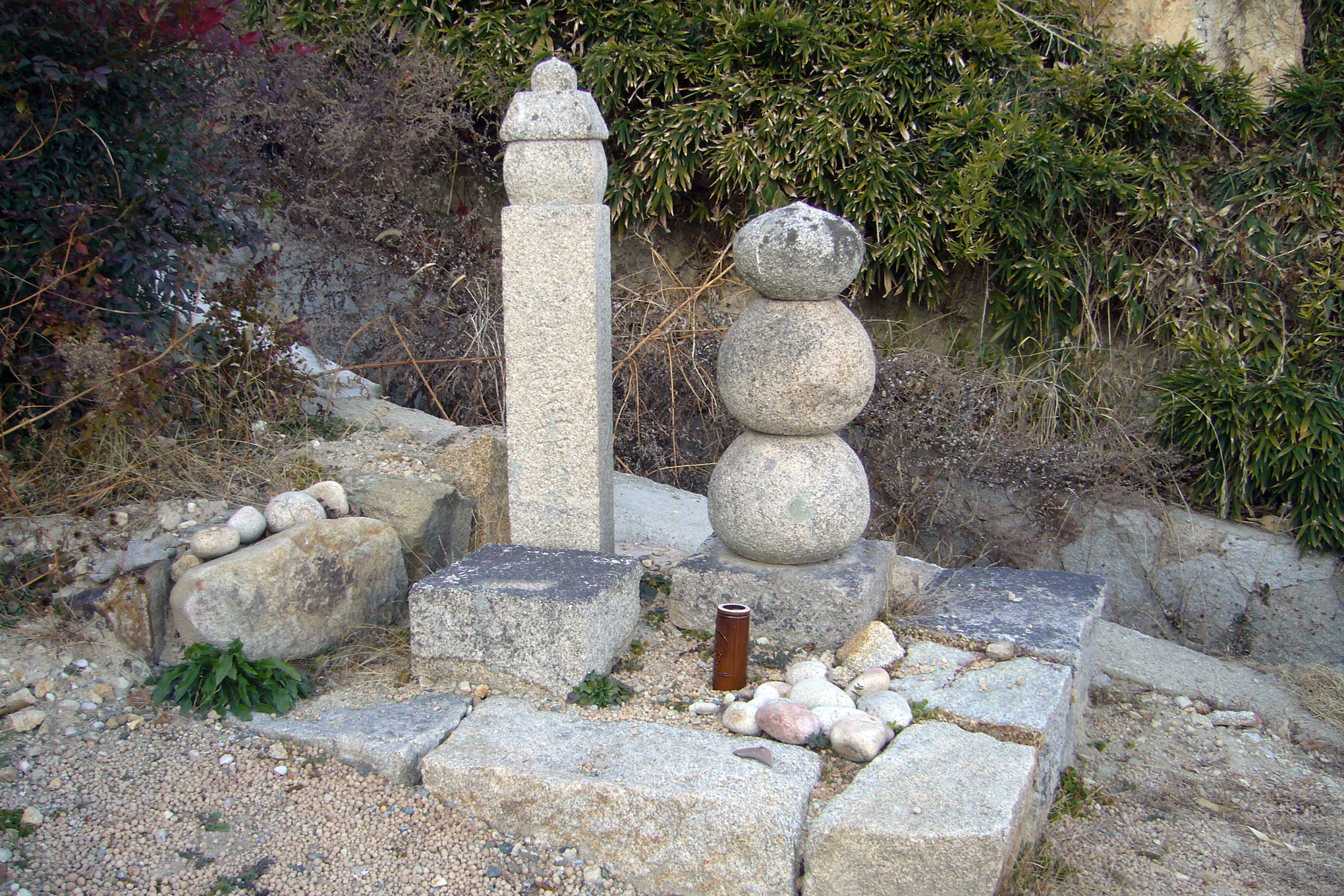
平賀源内生祠（鞆町）

- 平賀源内記念館[104]、平賀源内先生遺品館 （香川県さぬき市志度）- 発明品や著作物、杉田玄白と源内の書簡などが展示されている。
- 平賀源内生祠（広島県福山市鞆の浦　広島県指定史跡）- 源内が鞆の浦に滞在した際、寄寓先の溝川家に「竈の神」「土の神（地神か土公神）」と「平賀源内大明神」の三体をもって「三宝荒神」として祀るように言い残した事から、同家が建立した[105]。球状の石が団子のように三つ積まれているが、これは「竈神」「土神」「源内大明神」の三つを表している。
- 発明神社- 丸亀春日神社末社。祭神の一柱として平賀源内が祀られている[注 5]。[106]
- 源内賞 - 源内の偉業をたたえて発明工夫を振興する基金を、エレキテル尾崎財団が1994年に寄贈。この基金を基に、香川県さぬき市（旧志度町）とエレキテル尾崎財団とが、四国内の科学研究者を授賞対象とする源内賞、奨励賞を設定し、毎年3月に表彰。[107]

## 関連作品

### 小説
- 吉川英治『鳴門秘帖』（1926年）
- 桜田常久『平賀源内』（1941年）- 源内が杉田玄白の尽力でひそかに獄から脱出できたあとの後日談という構想。
- 久生十蘭『平賀源内捕物帳』（1942年）
- 村上元三『平賀源内』（1957年）
- 広瀬正『異聞風来山人』（1964年）
- 筒井康隆『空飛ぶ表具屋』（1972年）- 世界初の有人飛行を行ったとされる浮田幸吉を後援する役割で、興味本位で軽挙妄動する現代のマスコミ文化人を重ね合わせて描かれている。
- 南條範夫『無頼武士道』（1973年）
- 那須正幹『ズッコケ時間漂流記』（1982年）
- 山本昌代『源内先生船出祝』（1987年）
- 松本清張『江戸綺談 甲州霊嶽党』（1992年）
- 大沼弘幸・わたなべぢゅんいち『大江戸乱学事始』（1993年）
- 井沢元彦『銀魔伝 源内死闘の巻』（1994年）
- 赤松光夫『江戸の大山師 天才発明家・平賀源内』（2001年）
- 清水義範『源内万華鏡』（2001年）
- 夢枕獏『大江戸恐龍伝』（2013年）
- 乾緑郎『ねなしぐさ 平賀源内の殺人』（2020年）
- 眞邊明人『もしも徳川家康が総理大臣になったら』（2021年）
- 乾緑郎『戯場國の怪人』（2023年）

### 漫画
- 石ノ森章太郎『平賀源内 解国新書』- 源内が田沼意次の一代記の著者として描かれている。
- 上村一夫『春の嵐』
- みなもと太郎『風雲児たち』田沼時代編 - 蘭学者たちのオピニオン・リーダーの一人として描かれており、自らに対して時代があまりにもついてこないことに苦悩する天才として描かれる。
  - 『風雲児たち〜蘭学革命（れぼりゅうし）篇〜』（2018年、NHK総合、演者：山本耕史）- 同作を原作としたテレビドラマ。
- ほりのぶゆき『江戸むらさき特急』- 時代劇作品を扱ったパロディ4コマギャグ漫画。源内は「えれきてる」の研究に執念を燃やすが、その「えれきてる」とはなぜか電気あんまである。
- 水木しげる『東西奇ッ怪紳士録』- ステレオタイプ的歴史観に基づいた形で奇人として取り上げられている。
- 碧也ぴんく『鬼外カルテシリーズ』- 虚空を彷徨い、現代を生きる鬼外というキャラクターとして描かれている。「シリーズ其ノ14（最終章）」では鬼外（平賀源内）を主人公とした物語が展開する。
- 星野之宣『鎖の国』- 科学者と戯作者の兄弟という形で源内二人説を描いている。
- よしながふみ『大奥』- 第8巻から登場。男装の女性として描かれている。
  - 『大奥』（2023年、NHK総合、演者：鈴木杏）- 同作を原作としたテレビドラマ。源内は男装の女性という設定。
- 長谷垣なるみ（原作：青柳碧人）『利根川りりかの実験室』-「NOTE 8. 命短し、夢見よ乙女」に登場。
- 仲間りょう『磯部磯兵衛物語〜浮世はつらいよ〜』
- 黒沢明世/横内謙介『奇想天外☆歌舞音曲劇　げんない』
- 冬目景『黒鉄 KUROGANE』- 主人公の迅鉄をサイボーグにしたのが源内をモデルとした源吉という蘭学者。
- 空知英秋『銀魂』- 源内をモデルにした「江戸一番の発明家」を自称するカラクリ技師平賀源外が登場。
  - 『銀魂』（2006年～、テレビ東京）- 同作を原作としたアニメ作品。担当声優は青野武（6 - 213話）、島田敏（224話 -）
  - 『銀魂』/『銀魂2 掟は破るためにこそある』（2017年・2018年、演者：ムロツヨシ）- 同作を原作とした実写映画。

### 映画
- 『鳴門秘帖 前篇 本土篇』『後篇 鳴門篇』（1936 - 1937年、演者：水野浩）
- 『将棋大名』（1960年、演者：水野浩）
- 『(秘)極楽紅弁天』（1973年、演者：長弘）
- 『歌麿 夢と知りせば』（1977年、演者：内田良平）- 風来山人の名で登場する。
- 『ユメ十夜 第十夜』（2007年、演者：石坂浩二）
- 『のみとり侍』（2018年、演者：笑福亭鶴光）

### テレビドラマ
太字は源内が主人公の作品
- 『灯、今も消えず「平賀源内」』（1959年、日本テレビ、演者：坂東好太郎）
- 『天下御免』（1971年、NHK、演者：山口崇）- 現代を江戸時代に置き換え、源内を案内役として話を進め、風刺的な要素を含んでいた。
- 『キカイダー01』第36話「四次元の怪 恐怖のタイム旅行」（1973年、NET、石ノ森章太郎原作、演者：野々浩介）- 悪の組織シャドウが源内の誘拐を画策してタイムトンネルで江戸時代に向かい、01とビジンダーがこれを追って食い止める。
- 『鳴門秘帖』- 吉川英治の同名小説のテレビドラマ化。
  - 1977年版（NHK、演者：山口崇）- 劇中、ローソクを熱源に、和紙とコンニャクで作ったミニチュアの気球を源内が飛ばしているシーンがある。
  - 2018年版（NHK総合、演者：正名僕蔵）
- 『桃太郎侍』（1981年、日本テレビ、演者：犬塚弘）- 第226話「エレキを食った鬼二匹」にゲストとして登場。
- 『影の軍団II』（1981年、関西テレビ、演者：山村聰）- 徳川家重の時代の末期、1760年頃が舞台。源内は主人公の伊賀忍者グループに科学面で協力する役どころ。
- 必殺シリーズ（朝日放送）では、時代的に合わないが現代的な気球やグライダーを出す場合に安易に源内を登場させる傾向がある。
  - 『仕事人アヘン戦争へ行く』（1983年）では、源内（演者：宮口精二）が獄中で生きていた。
  - 『必殺仕切人』（1984年）第5話「もしも鳥人間大会で優勝したら」で、源内が江戸時代の飛行コンテストで審査員をしている。
- 『夫婦ねずみ今夜が勝負!』（1984年、テレビ東京、源内役：若林豪）
- 『翔んでる!平賀源内』（1989年、TBS、演者：西田敏行）- 源内は豊富な知識を駆使して江戸で起こった事件の謎を解決する探偵のような役回り。
- 『びいどろで候〜長崎屋夢日記』（1990年、NHK、演者：山口崇）- 前記の『天下御免』の後日談。源内は秘かに生き延びており、主人公の実の父親という設定。
- 『殿さま風来坊隠れ旅』（1994年、テレビ朝日、演者：火野正平）
- 『だましゑ歌麿 III～IV』（2013 - 2014年、テレビ朝日、演者：笹野高史）
- 『大江戸捜査網2015〜隠密同心、悪を斬る!』（2015年、テレビ東京、演者：小林稔侍）- 生存説に基づいた解釈で描かれ、松平定信によって失脚没落崩壊した田沼家の「隠された姫」である早苗のお目付け役として登場。
- 『大江戸スチームパンク』（2020年、テレビ大阪、源内役：六角精児）
- 『べらぼう〜蔦重栄華乃夢噺〜』（2025年、NHK総合／BS1、大河ドラマ、演者：安田顕）- 大河ドラマに源内が登場するのは当作が初。

### アニメ
- 『21エモン』（第15話「お江戸5エモンモーニング？謎のジュゲム星人！！」 1991年8月29日、テレビ朝日）- 本作に登場する架空の老舗旅館・つづれ屋に、江戸時代に平賀源内が宿泊したという物語（原作の漫画には登場しない）。
- 『映画 ねこねこ日本史 〜龍馬のはちゃめちゃタイムトラベルぜよ!〜』（2020年2月22日公開、演者：佐藤二朗）- 漫画『ねこねこ日本史』を原作としたアニメ映画。

他にドラマ愛の詩シリーズおよびTVアニメ版の『ズッコケ三人組』における『ズッコケ時間漂流記』（源内役：藤岡弘（ドラマ版）、松山鷹志（アニメ版））や、アニメ『落語天女おゆい』（源内役：てらそままさき）、同じくアニメ版『あんみつ姫』などの映像化作品がある。『それいけ!アンパンマン』ではからくりぐんないという発明家のキャラクターが登場する。

### ゲーム
- カプコン『えどたん』
- 彩京『戦国エース』 - 彼をモチーフにした「平乃源内」というキャラクターが登場する。
- ビクター インタラクティブ ソフトウエア『大江戸ルネッサンス』 - 彼の発明により江戸を発展させる幕府運営ゲーム。
- 元気『任侠伝 渡世人一代記』 - 源内を護衛する任務があり、あるキャラクターを仲間にするための重要なフラグとなる。
- セガ『英傑大戦』 - エレキテルからの発想で、雷によるダメージを与える武将として紫軍に追加された。

### 演劇
- 井上ひさし作『表裏源内蛙合戦』- 1970年に熊倉一雄演出、山田康雄主演でテアトル・エコー新装杮落しとして初演された。膨大な資料を駆使し言葉遊びを極めた音楽劇で、センセーショナルな評判を集め、戯曲がすぐに新潮社から出版されるという異例の展開となった。1992年にも安原義人主演で恵比寿に移転した同劇場の杮落としとして再演されている。2008年には作者が戯曲に改訂を施し、蜷川幸雄演出、上川隆也主演でBunkamuraシアターコクーン他で上演された。
- 作・作詞・演出/横内謙介、作曲/深沢桂子、振付/ラッキィ池田・彩木エリ  坊っちゃん劇場第8作『奇想天外☆歌舞音曲劇「げんない」』-主演:神敏将、宮川浩(共に坊っちゃん劇場版)、三重野葵(わらび座、全国公演版)。2013年4月13日から2014年3月16日まで、坊っちゃん劇場にて上演。
- ミュージカル『げんないー直武を育てた男』（わらび座）

### ドラマCD
- 『源内妖変図譜』（源内役：関智一）

### 注
1. ↑  小田野直武は、このことが縁で上京し、源内から、挿絵絵師を探していた杉田玄白を紹介され、『解体新書』の挿絵を描くことになる。
2. ↑  『魚籃先生春遊記』の著者は陸奥国 伊達郡（のちの福島県内）の熊坂台州[48]:114、あるいはその友人で本話の主人公でもある魚籃道人（鹿柴瞀人）と推定されている[50]。
3. ↑  著者・木村黙老（通称・木村亘、諱・通明）とその祖父である木村亘（諱・季明）[64]はどちらも名前が「木村亘」[61]で、どちらも家老になった[65]ため混同されるが、黙老のほうは源内とは世代が違う[63]。
4. ↑  草稿[100]および『戯作者考補遺』では享年51歳だが、1890年（明治23年）に平賀家が発表した「平賀源内履歴取調書写」[101]およびそれを取材した宮武外骨による伝記[102]では享年48歳。
5. ↑  主祭神は素戔嗚尊・大己貴神・三穂津姫の三柱だが、他に聖徳太子・二宮忠八・北里柴三郎・豊田佐吉など、日本の発展を進める発明をした人物22名を神として併祀